# Emily Fitzroy
Emily Fitzroy (24 de mayo de 1860 – 3 de marzo de 1954) fue una actriz cinematográfica británica, aunque nacionalizada estadounidense más adelante. 

## Biografía
Nacida en Londres, Inglaterra, debutó en el cine en 1915 y se retiró en 1944, actuando en un total de 100 filmes a lo largo de su carrera. Entre sus películas se incluyen Don Juan (1926), The Bat (1926), Bardelys the Magnificent (1926), Dick Turpin (1933), Adventures of Don Quixote (1933), y Vigil in the Night (1940). Además, fue Parthenia (Parthy) Hawks en Show Boat (1929), una versión cinematográfica parcialmente sonora de la novela de Edna Ferber.
Emily Fitzroy falleció en 1954 en Gardena (California). Fue enterrada en el Cementerio de Holy Cross, en Culver City, California.

## Selección de su filmografía
- The White Cliffs of Dover (1944)
- Two-Faced Woman (1941)
- Vigil in the Night Noche de angustia) (1940)
- The Bold Caballero (1936)
- Timbuctoo (1933)
- Adventures of Don Quixote (1933)
- The Man from Blankley's (1930)
- The Bridge of San Luis Rey (1929)
- Show Boat (1929)
- The Trail of '98 (La senda del 98) (1928)
- Love (1927)
- Mockery (1927)
- Bardelys the Magnificent (El caballero del amor) (1926)
- The Bat (1926)
- The Red Kimona (1925)
- Never the Twain Shall Meet (1925)
- Are Parents People? (Somos incompatibles) (1925)
- Zander the Great (1925)
- The Red Lily (Lirio entre espinas) (1924)
- Her Night of Romance (1924)
- His Hour (1924)
- Strangers of the Night (1923)
- The New York Idea (1920)
- Way Down East (1920)
- East Lynne (1916)